# 애드버킷
《애드버킷》은 1998년 11월 9일부터 1998년 12월 28일까지 방송되었던 MBC 월화 드라마였는데 지나친 폭력 장면 때문에 방송위원회로부터 제재를 받았는데 4~5,8회는 경고, 4회는 연출자에 대한 경고, 11회는 주의 조치를 받았다.
한편, 캐스팅 문제로 골머리를 썩였는데 당초 이승연 배용준 김현주 등이 물망에 올랐으나 영화 촬영 등의 이런저런 이유로 고사하자 설득 끝에 이영애 손창민 전광렬 송윤아 등을 캐스팅했고 이 과정에서 《변호사》라는 제목이 거론된 게 《애드버킷》으로 변경됐고 29일 코미디대상 연말특집방송 관계로 98년 12월 28일 15~16회 연속 방송됐다.

## 제작진

### 극본
- 김영현
- 한태훈

### 연출
- 이승렬

## 등장 인물

### 주요 인물
- 손창민 : 진형만 법률사무소 김민규 변호사 역
- 이영애 : 진형만 법률사무소 사무장 이은지 역 (서승권의 친딸)
- 전광렬 : 법무법인 신화 오준성 변호사 역
- 김상경 : 서울지검 특수부 한철호 검사 역
- 송윤아 : 서울지방검찰청 특수부 장혜미 검사 역
- 신구 : 진형만 법률사무소 대표 변호사 역
- 주현 : 회양극장 대표 이동관/대도 조강일 역

### 그외 인물
- 박근형 : 법무법인 신화 대표변호사 서승권 역 (이은지의 생부)
- 박병호 : 사법연수원 원장 → 서울지검 검사장 원길한 역
- 여운계 : 진형만 법률사무소 김민규 변호사 어머니 역
- 최철호 : 김민규 변호사 한철호 검사의 친구 고명석 역
- 맹상훈 : 김민규 변호사 자취방 룸메이트 (샌드위치 행상)
- 박주아 : 서울지검 장혜미 검사 서기 역
- 박재훈 : 서울지검 특수부 수사관 신철환 경장 역
- 김세준 : 서울지검 특수부 수사관 하대경 경장 역
- 최상훈 : 법무법인 신화 어영배 변호사 역
- 심양홍 : 법무법인 신화 변호사 역
- 정호근 : 법무법인 신화 변호사 역
- 안재환 : 법무법인 신화 변호사 역
- 최정훈 : 법무법인 신화 변호사 역
- 황일청 : 법무법인 신화 변호사 역
- 이일웅 : 법무법인 신화 변호사 역
- 박인환 : (주) DM건설 김강진 부장 역
- 허기호 : (주) DM건설 홍인기 과장 역
- 성현아 : 패션모델 윤소라 역
- 박지미 : 현성병원 흉부외과 환자 송민아 역
- 최란 : 송민아의 어머니 성민희 역
- 양택조 : 의료법인 현성병원장 역
- 서학 : 의료법인 현성병원 흉부외과 과장 박민하 역
- 한규희 : 의료법인 현성병원 마취과 과장 홍진구 역
- 정욱 : 세병그룹 회장 임혁수 역
- 김일웅 : 세병그룹 임혁수 회장 아들 임기범 역
- 김용희 : 세병그룹 기획조정실 권세용 실장 부하 역
- 송일국 : 세병그룹 기획조정실 권세용 실장 부하 역
- 오정석 : 임기범의 친구 조영춘 역
- 양동재 : 국립과학수사연구소 연구원 역
- 정재곤 : 국립과학수사연구소 연구원 역
- 김세민 : 국립과학수사연구소 연구원 역
- 김기현 : 국회의원 김진철 역
- 김옥주 : 임기범 조영춘 성폭행 피해자 선아역
- 최세환
- 정기성
- 김승수
- 허성수
- 김상엽
- 함신영
- 홍은희
- 권인선
- 이승아
- 구혜진
- 김세아
- 김서라
- 김치국
- 박형선
- 강민규